# Kaapbruggen

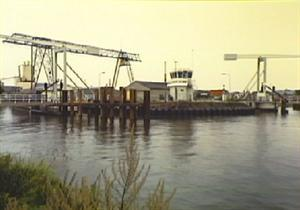
De Kaapbruggen in 1986

De Kaapbruggen zijn een tweetal kleine fietsbruggen in Meppel.
Een van de twee Kaapbruggen verbindt het Meppelerdiep met de Drentsche Hoofdvaart, de ander verbindt het Meppelerdiep met de doodlopende haven.

## De Kaap
De naam Kaapbruggen ontlenen hun naam aan De Kaap, een landtong waar diverse vaarwegen en andere wateren samenkomen: Meppelerdiep, Oude Hoogeveense Vaart, Drentsche Hoofdvaart, Oude of Smildervaart en de Reest.
Op een schiereiland tussen de twee bruggen is een vrij groot brugwachtershuis gebouwd. Dit gebouw is midden jaren 80 gebouwd toen de oude, handbediende, bruggen vervangen werden door nieuwe bruggen.
Vanuit dit brugwachtershuis heeft de brugwachter een ruim overzicht op een deel van het Meppelerdiep en de Drentsche Hoofdvaart. Daarom wordt er vanuit dit punt meerdere bruggen op afstand bediend. Hierbij wordt gebruikgemaakt van camera's en intercom om al het verkeer (water en weg) rond de onbemand bruggen goed te kunnen regelen.
De tweede kaapbrug, die toegang geeft tot de doodlopende haven, kan buiten openingstijden ook bediend worden door derden. Eigenaren of schippers die een vaste ligplaats hebben in de achterliggende haven kunnen een elektronische sleutel krijgen om zelf die brug te openen en sluiten.

## Gebruik
De bruggen zijn niet opengesteld voor autoverkeer. De bruggen zijn zodanig smal dat ze alleen geschikt zijn voor fietsen, brommers en voetgangers. Ze verbinden de binnenstad van Meppel, via het Westeinde en het schiereiland tussen de bruggen, met de Zomerdijk en industrieterrein Oevers D.
Het scheepvaartverkeer dat gebruikmaakt van de Kaapbruggen zijn de binnenvaartschepen en (motor)jachten die vanaf het Meppelerdiep naar de Drentsche Hoofdvaart gaan (en vice-versa). Ook binnenschepen met bestemming van de loskade van de aanliggende bedrijven gebruiken deze kaapbrug.
De kleine brug wordt gebruikt door jachten die gebruikmaken van de haven en enkele rondvaartboten die hun vaste ligplaats in de haven achter de brug hebben,